# Tulun
Tulun (russisch Тулун) ist eine Stadt in der Oblast Irkutsk (Russland) mit 44.611 Einwohnern (Stand 14. Oktober 2010).

## Geographie

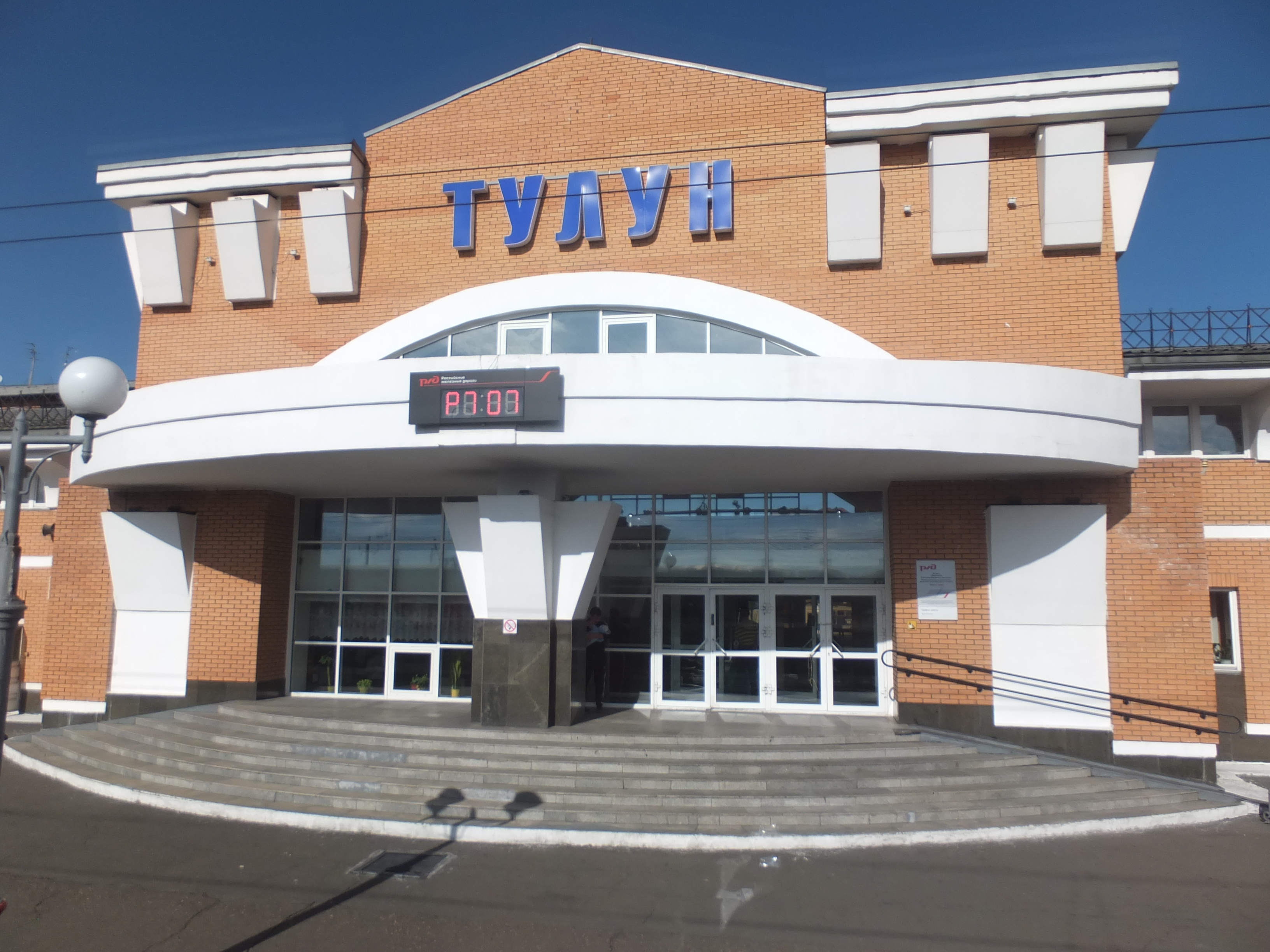
Bahnhof Tulun

Die Stadt liegt in der Ebene nördlich des Ostsajan, etwa 390 km nordwestlich der Oblasthauptstadt Irkutsk, am Fluss Ija, die wiederum in die Oka bzw. den Bratsker Stausee mündet.
Die Stadt Tulun bildet einen selbständigen Stadtkreis und ist zugleich Verwaltungszentrum des gleichnamigen, den Stadtkreis umgebenden Rajons.
Tulun liegt an der Transsibirischen Eisenbahn (Streckenkilometer 4795 ab Moskau) sowie der Fernstraße M53 Nowosibirsk – Irkutsk – Listwjanka. Hier zweigt von ihr die Fernstraße nach Bratsk ab (R419).

## Geschichte
Tulun entstand in der zweiten Hälfte des 18. Jahrhunderts (nach anderen Angaben erste Erwähnung bereits 1735). Der Name bedeutet auf Jakutisch Tal. Gegen Ende des 19. Jahrhunderts wurde das Dorf unter dem Namen Tulunowskoje geführt und entwickelte sich insbesondere nach dem Bau der Transsibirischen Eisenbahn um 1900 zu einem bedeutenden regionalen Handelszentrum. Bereits 1922 bis 1924 als Stadt geführt, erhielt Tulun 1927 endgültig das Stadtrecht.

### Bevölkerungsentwicklung
| Jahr | Einwohner |
| ---- | --------- |
| 1897 | 2.000     |
| 1926 | 6.000     |
| 1939 | 28.198    |
| 1959 | 41.783    |
| 1970 | 49.440    |
| 1979 | 51.770    |
| 1989 | 52.903    |
| 2002 | 51.848    |
| 2010 | 44.611    |

Anmerkung: Volkszählungsdaten (bis 1926 gerundet)

## Kultur und Sehenswürdigkeiten
In Tulun sind einzelne Holzgebäude aus dem 19. Jahrhundert erhalten. Die Stadt besitzt ein 1963 gegründetes Heimatmuseum.

## Wirtschaft
Tulun ist ein bedeutendes Zentrum der Kohle- und Holzindustrie. In der Nähe wird in den Tagebauen Aseiski (Азейский) und Tulunski (Тулунский) Braunkohle abgebaut; es gibt ein Hydrolysewerk. Daneben gibt es Baustoff- und Lebensmittelwirtschaft.

## Söhne und Töchter der Stadt
- Sergei Tokarew (1904–1969), sowjetisch-russischer Generalmajor[2]
- Nikolai Kurjanowitsch (* 1966), russischer Politiker und Journalist[3]
- Andrei Makarow (* 1971), russischer Leichtathlet[4]
- Natalja Worobjowa (* 1991), russische Ringerin